# Beni, Cetatea Albă
Beni (în ucraineană Польове, transliterat: Polove) este un sat în comuna Păpușoi din raionul Cetatea Albă, regiunea Odesa, Ucraina.

## Demografie
Componența lingvistică a localității Beni
     Ucraineană (100%)
Conform recensământului din 2001, toată populația localității Beni era vorbitoare de ucraineană (100%).